# Giro de Italia 1910
La 2.ª edición del Giro de Italia se disputó entre el 18 de mayo y el 5 de junio de 1910, con un recorrido de 10 etapas y 2987,4 km, que el vencedor cubrió a una velocidad media de 26,113 km/h. La carrera comenzó y terminó en Milán.
Tomaron la salida 101 participantes, la mayoría de ellos italianos, y de los cuales sólo 20 llegaron a la meta final.
Carlo Galetti, ganador de dos etapas y líder durante nueve días, fue el vencedor en la clasificación general, acompañado en el podio por Eberardo Pavesi, ganador de dos etapas, y Luigi Ganna, ganador de tres. El equipo Atala se consideró vencedor en la clasificación por equipos por ser el equipo del ciclista ganador. Jean Baptiste Dortignacq fue el primer ciclista no italiano que lograba ganar una etapa en el Giro.

## Etapas
| Etapa      | Fecha     | Recorrido          | type             | Distancia (km) | Ganador                  | Líder          |
| ---------- | --------- | ------------------ | ---------------- | -------------- | ------------------------ | -------------- |
| 1.ª etapa  | 18 de may | Milán – Údine      | etapa llana      | 388            | Ernesto Azzini           | Ernesto Azzini |
| 2.ª etapa  | 20 de may | Údine – Bolonia    | etapa llana      | 322,4          | Jean-Baptiste Dortignacq | Carlo Galetti  |
| 3.ª etapa  | 22 de may | Bolonia – Teramo   | etapa llana      | 345,2          | Carlo Galetti            | Carlo Galetti  |
| 4.ª etapa  | 24 de may | Teramo – Nápoles   | etapa de montaña | 319,5          | Pierino Albini           | Carlo Galetti  |
| 5.ª etapa  | 26 de may | Nápoles – Roma     | etapa llana      | 192,3          | Eberardo Pavesi          | Carlo Galetti  |
| 6.ª etapa  | 28 de may | Roma – Florencia   |                  | 327,5          | Luigi Ganna              | Carlo Galetti  |
| 7.ª etapa  | 30 de may | Florencia – Génova |                  | 263,5          | Luigi Ganna              | Carlo Galetti  |
| 8.ª etapa  | 1 de jun  | Génova – Mondovì   |                  | 218,1          | Carlo Galetti            | Carlo Galetti  |
| 9.ª etapa  | 2 de jun  | Mondovì – Turín    |                  | 333,4          | Eberardo Pavesi          | Carlo Galetti  |
| 10.ª etapa | 5 de jun  | Turín – Milán      |                  | 277,5          | Luigi Ganna              | Carlo Galetti  |

## Clasificaciones

### Clasificación general
| Clasificación general |                      |               |                            |
| Ciclista              | Ciclista             | Equipo        | Puntos                     |
| --------------------- | -------------------- | ------------- | -------------------------- |
| 1.º                   | Carlo Galetti        | Atala         | 114 h 24 min 00 s - 28 pts |
| 2.º                   | Eberardo Pavesi      | Atala         | 46 pts                     |
| 3.º                   | Luigi Ganna          | Atala         | 51 pts                     |
| 4.º                   | Ezio Corlaita        | Bianchi       | 71 pts                     |
| 5.º                   | Emilio Chironi       | Otav-Pirelli  | 77 pts                     |
| 6.º                   | Battista Danesi      | Atala         | 87 pts                     |
| 7.º                   | Clemente Canepari    | Otav-Pirelli  | 102 pts                    |
| 8.º                   | Giovanni Marchese    | Otav-Pirelli  | 114 pts                    |
| 9.º                   | Ildebrando Gamberini | Independiente | 120 pts                    |
| 10.º                  | Giuseppe Galbai      | Independiente | 132 pts                    |

### Clasificación por equipos
| Clasificación general |        |        |
| Equipo                | Equipo | Puntos |
| --------------------- | ------ | ------ |
| 1.º                   | Atala  | -      |